# Btooom!
Btooom! (ブトゥーム!?), estilizado como BTOOOM!, es una serie de manga escrita e ilustrada por Junya Inoue. Fue serializada en la revista Weekly Comic Bunch y posteriormente en la Monthly Comic Bunch. Una adaptación a serie de anime comenzó a transmitirse el 4 de octubre de 2012, producida por el estudio de animación Madhouse. Ha sido licenciada para Norteamérica por Sentai Filmworks y recientemente para España y Latinoamérica por Yowu Entertainment.

## Argumento
Ryōta Sakamoto es un joven desempleado de 22 años de edad que vive con su madre y su padrastro. En el mundo real, puede no haber nada realmente especial acerca de él, pero en línea es uno de los mejores jugadores del mundo de un videojuego de combate llamado Btooom!
Un día, Ryōta despierta en lo que parece ser una isla tropical, aunque no recuerda cómo o por qué ha llegado allí. Mientras inspecciona el lugar, ve a alguien y pide ayuda. El extraño responde lanzándole bombas e intentando asesinarlo. En ese momento, Ryōta se da cuenta de que su vida está en peligro y de que, de alguna manera, ha quedado atrapado en una versión real de su juego favorito, donde deberá escoger entre matar a sus oponentes o buscar una forma de salir de allí y salvar a quienes pueda.

## Personajes
- Ryōta Sakamoto (坂本 竜太 Sakamoto Ryōta?)

Seiyu: Kanata Hongō
Ryōta de 22 años es el protagonista masculino principal de la serie. Él es un jugador de élite de 4 estrellas en Btooom! (la escala es con un máximo de cinco estrellas) quien fue nominado por su madre, a participar en el juego Btooom la vida real.
Fue visto a menudo como siendo abusivo con su madre y su padrastro, mientras intentaban motivarlo para presentarse a varios trabajos que conseguían para él, ninguno de los cuales él quería y consideraba su interferencia innecesaria; esto porque se había obstinado en volverse tester para Tyrannos Japón, el grupo de desarrolladores de juegos que crearon Btooom!, y rechazaba cualquier otro oficio que no implicara jugar su juego favorito, por lo que tras ser rechazado por la empresa acaba convertido en un hikikomori.
Al iniciar el juego despierta con una laguna en su memoria debido a una conmoción que le impide recordar como llegó ala isla; posteriormente descubre mientras eran movilizados a la isla tras ser secuestrados fue el único en protestar e intentar negarse, siendo golpeado por los empleados.
A pesar de su habilidad innata como luchador de Btooom!, es uno de los pocos jugadores que pone su respeto por la vida y su rechazo al juego por encima de su interés por el dinero, prefiriendo arriesgarse a buscar una forma de proteger a los desvalidos o burlar la seguridad para huir de la isla que dejarse llevar por las matanzas; esto le permitió comprender cuan terrible era su actitud hacia su familia, por lo que una de sus motivaciones para sobrevivir es reunirse con su madre y su padrastro para disculparse y enmendar su vida.
Después de saber que Himiko era su esposa en el juego desarrolla sentimientos por ella, comprometiéndose a permanecer a su lado y llevarla a salvo fuera de la isla.
- Himiko (ヒミコ?)/Hemilia (ヘミリア?)

Seiyu: Suzuko Mimori
Himiko es la protagonista femenina de la serie. Hemilia es su verdadero nombre, tiene 15 años, ojos azules, larga cabellera rubia y un busto prominente; está enamorada de Ryota y casada con él en el juego Btooom!.
Fue nominada por su grupo de ex-amigas ya que juntas asistieron a una cita grupal con un grupo de famosos quienes acabaron violándolas, de esto solo se salvó Himiko, quien se retrasó y tras llegar y descubrir lo que sucedía huyó para alertar a la policía, sin embargo todas sus amigas no solo la vieron como la culpable de esta desgracia, sino también prefirieron pensar que fue cómplice de los violadores, esto hizo que dearrollara miedo y odio hacia los hombres.
Tras ser alienada por sus compañeras se aisló de todos y comenzó a jugar en línea, allí conoció a Sakamoto, hacia quien no demostró rechazo ya que no lo veía como a una persona real; este le enseñó a jugar Btooom! y pronto se volvieron lo suficientemente cercanos como para realizar un matrimonio para sus personajes.
Su odio hacia los hombres se acentúa tras llegar a la isla debido a que el primer grupo al que perteneció eran hombres que se mataron entre sí e incluso debió asesinar a uno que intentó nuevamente violarla.
Al conocer a Ryota este se muestra dispuesto protegerla con su vida, dicho esto, todavía mantienen algo de distancia entre ellos debido a la inseguridad de Himiko.

### Oponentes
- Kōsuke Kira (吉良 康介 Kira Kōsuke?)

Seiyu: Miyuki Sawashiro
Kira Kosuke es un jugador de Btooom!, rango de tres estrellas. Es hijo de Kira Yoshihisa. Fue declarado culpable de asesinar a tres mujeres y posteriormente violarlas a la edad de 14 años. Tanto en Btooom y en la vida real tiene un carácter muy sádico y no tiene reparos en asesinar a otros. Debido a ser constantemente maltratado por su padre acaba asesinándolo. Luchó contra Ryōta en el Btooom! de la vida real y fue derrotado pero este no lo asesinó.
- Kiyoshi Taira (平 清 Taira Kiyoshi?)

Seiyu: Tōru Ōkawa
Kiyoshi era uno de los jugadores de Btooom! fue el primer compañero de Sakamoto en el Btooom! de la vida real. Antes de su participación en el juego él fue un agente de bienes raíces y creía haber sido nominado al Btooom! en la vida real por uno de sus clientes con quien sostuvo una discusión una semana antes de llegar a la isla. Su nombre es probablemente tomado de Taira no Kiyomori, líder del poderoso clan Taira y el primer miembro de la clase guerrera samurái de Japón.
- Nobutaka Oda (織田 信隆 Oda Nobutaka?)

Seiyu: Yūichi Nakamura
Oda fue a la misma escuela de Sakamoto, era su mejor amigo en la secundaria, en aquel entonces, él era competitivo, en todo, ya sea en lo deportivo o grados, muy popular entre los chicos y chicas y siempre alegre.
En ese momento, Oda vivía solo con su madre y podía relacionarse con Sakamoto así. Esto también llevó Oda a abrir realmente sus sentimientos a Sakamoto, debido a esto Oda siempre fue honesto con Sakamoto, Sakamoto hizo lo mismo a cambio. Sakamoto le dijo a Oda que estaba enamorado de Aiko, pero que no se ha acercado a ella todavía. Oda le dice que es un idiota y demasiado ingenuo, que es demasiado pasivo; esa fue la gran diferencia entre los dos. Después Oda le contó a Sakamoto que se había acostado con Aiko, Sakamoto lo golpea y terminan suspendiendo a ambos de la escuela.
Oda dejó la escuela y comenzó a trabajar como anfitrión en un club a tiempo parcial. Lo hizo por el dinero, para cumplir finalmente su objetivo de convertirse en un multimillonario.
- Yoshihisa Kira (吉良 義久 Kira Yoshihisa?)

Seiyu: Hisao Egawa
Yoshihisa es el padre de Kira Kosuke. Fue asesinado por su hijo ya que este se hartó de sus maltratos.
- Masahito Date (伊達 雅仁 Date Masahito?)

Seiyu: Ken Narita
- Hidemi Kinoshita (木下 秀美 Kinoshita Hidemi?)

Seiyu: Yōko Hikasa
- Yoshiaki Imagawa (今川 義昭 Imagawa Yoshiaki?)

Seiyu: Tōru Nara
- Sōichi Natsume (夏目 壮一 Natsume Sōichi?)

Seiyu: Issei Futamata
- Mitsuo Akechi (明智 光男 Akechi Mitsuo?)

Seiyu: Yasuhiro Mamiya

### Otros
- Yukie Sakamoto (坂本 幸恵 Sakamoto Yukie?)

Seiyu: Ayumi Kida
Madre de Ryota, fue quien nominó a su hijo para que participara en Btooom en la vida real. Por mucho tiempo intentó que su hijo buscara un trabajo y dejara atrás su deseo imposible de trabajar para Tyrannos recibiendo por respuesta solo insultos y agresiones físicas lo mismo que su esposo.
Víctima de un grave cuadro depresivo sin tratar y consciente que su marido pasaba por enormes problemas financieros que guardaba en secreto, es abrumada por la culpa de hacer vivir a un hombre bueno estas penurias junto a los abusos de Ryota, por lo que nomina a su hijo al Btooom! de la vida real, tras esto se corta las venas y deja una carta de despedida para su marido donde le entrega el dinero que recibió por nominar a Ryota para pagar sus deudas como una forma de disculparse por lo que significó para él vivir con ambos, sin embargo su esposo logra encontrarla a tiempo.
- Shiki Murasaki (村崎 志紀 Murasaki Shiki?)

Seiyu: Rica Fukami
- Isamu Kondō (近藤 勇 Kondō Isamu?)

Seiyu: Yasumichi Kushida
- Misako Hōjō (北条 美沙子 Hōjō Misako?)

Seiyu: Mai Tōdō
- Tsuneaki Iida (飯田 恒明 Iida Tsuneaki?)

Seiyu: Junpei Asashina
- Hisanobu Sakamoto (坂本 久信 Sakamoto Hisanobu?)

Seiyu: Mitsuaki Madono
Segundo esposo de Yukie y padrastro de Ryota, un oficinista de clase media que intenta constantemente ayudar a su hijastro a encontrar trabajo y volverse alguien autosuficiente recibiendo a cambio insultos y golpizas. Hace poco ha quedado desempleado por una restructuración en la empresa donde trabajaba y se ha visto abrumado por deudas, cosa que intenta a toda costa mantener en secreto de su familia.
Un día después de iniciado el Btooom! de la vida real encuentra a su esposa desangrándose en el baño de su casa, en una carta explica que se ha deshecho de su hijo y con el dinero obtenido se lo deja como compensación por lo que ha debido vivir todo ese tiempo.
- Yoshioka (吉岡 Yoshioka?)

Seiyu: Hiroyuki Iwasaki
- Miho (ミホ Miho?)

Seiyu: Shiori Mikami
- Arisa (アリサ Arisa?)

Seiyu: Noriko Ueda
- Yuki (アリサ, ユキ?)

Seiyu: Yukiyo Fujii

## El Juego
Al igual que en su versión en línea, el juego de la isla consiste en enfrentamientos entre participantes rastreándose por medio de un radar y utilizando bombas para combatir y asesinar a los oponentes. 
El método de selección de los participantes al igual que las reglas son sencillas pero brutales: Por medio de rumores y cartas cadena se da a conocer en las calles que si se desea hacer desaparecer a una persona que se odie debe notificarse la identidad de este según las instrucciones en los volantes y cuando se hace efectiva la desaparición del individuo denunciado quien lo haya hecho recibirá una recompensa de ¥1.000.000.
Los participantes son raptados y obligados a saltar en paracaídas en una isla desierta donde no es posible encontrar comida, se les permite llevar las posesiones que portaban al momento de ser secuestrados y se les entrega un estuche con ocho BIMs de un tipo específico para que inicien el combate. Una vez en la isla por medio de los radares deben determinar la posición de otros jugadores y asesinarlos con las BIM, hecho esto podrán apoderarse del arsenal de su víctima y, más importante aún, del radar que portaba, ya que la victoria se obtiene al poseer ocho de estos dispositivos.
La persona que reúna siete radares más el suyo será declarado ganador y será retirado de la isla. Posteriormente se le someterá a una cirugía donde se le removerá el radar implantado en su mano de forma segura y se le hará entrega de un premio de ¥10.000.000, sin embargo quien haya participado una vez en el juego no está excluido de ser señalado otra vez y enviado nuevamente a la isla.

### Equipamiento

#### BIMs
Una BIM es un pequeño explosivo de mano diseñado para el juego de la isla, existen diversos tipos que se definen por el tipo de detonación y efecto que producen al activarse. Usualmente están compuestas por tres secciones; la primera es una cubierta exterior que incluye el detonador y un sistema de seguridad que reconoce al usuario autorizado para su detonación, si es removido correctamente la bomba adquiere mayor poder explosivo y cualquier persona puede detonarla. El segundo es un interior de gel estabilizador que rodea el centro. Finalmente el tercero se encuentra en el interior del gel y es un potente explosivo experimental creado por los organizadores.
Las BIM poseen la cualidad de solo poder ser detonadas por el dueño legítimo, sin embargo hay excepciones para esto; cuando un jugador mata a otro, las BIM que la víctima automáticamente quedan registradas como propiedad del victimario pasando a ser parte de su arsenal y posteriormente de cualquiera que logre matarlo. También pasan a ser propiedad de cualquier jugador que logre desactivarlas después que ha iniciado su proceso de detonación.
- Fragmetarias: Una bomba esférica con un botón de activación y muchos sensores en su cubierta. Esta bomba no posee un poder tan destructivo como el temporizador, pero su ventaja es que explota al contacto con cualquier superficie, siendo efectivas para lanzarlas de frente. Es la bomba básica y más común en el juego.
- Temporizadores: Una pequeña bomba cúbica con un botón que permite activarla y una pantalla que muestra la cuenta regresiva hasta la detonación, por lo general esta es de 10 segundos, pero puede ser pausada o reiniciada lo que permite ajustar conteos más cortos. La mayor dificultad para usarlas es el criterio para calcular el momento adecuado para lanzarlas y cuadrar esto con su detonación.
- Gas: Bombas de forma cilíndrica llena de químicos que al liberarse se mezclan y forman un gas ardiente y tóxico que quema y disuelve todo lo que abarque la nube que provoca.
- Agujeros Negros: Una bomba con forma de media esfera. La parte plana se adhiere como una ventosa a cualquier superficie donde sea arrojada y posteriormente la parte circular se abre y comienza a succionar aire con gran potencia para cumular presión y atraer objetos al radio de daño. Finalmente con la presión acumulada el dispositivo detona creando un vacío esférico que desintegra todo lo que esté dentro de su alcance
- Buscadoras: Una bomba con forma de esfera de cuya parte superior aflora un eje con aspas plegadas. Posee en su cuerpo una lente y una pantalla. El usuario debe enfocar su objetivo y seleccionarlo en la pantalla. Posteriormente las aspas se abrirán como una hélice y perseguirá a su objetivo explotando a llegar a él. Los principales defectos de este explosivo es que su poder destructivo es mínimo, por lo que si no da de lleno en el blanco es posible que la víctima sobreviva; también una vez activada ignora a cualquier otro jugador que no sea el señalado, por lo que es fácil para un tercer individuo con buenos reflejos capturar y desactivarla durante el vuelo.
- Barrera: Una bomba no letal con forma piramidal que al ser activada genera un campo de fuerza también en forma de pirámide alrededor del usuario siendo impenetrable para explosiones y ataques externos.
- Remotas: Una bomba con forma de disco con tres brazos saliendo desde su centro, esta bomba presenta mayores problemas para ser apoderada ya que el estuche donde son entregadas al portador inicial incluye un control remoto con forma de pulsera que le permite detonarlas a voluntad, por ello su captura es más compleja que otros explosivos.
- Incendiarias: Una bomba cruciforme que al ser activada expulsa por sus cuatro extremos un potente aceite inflamable que se enciende a 1.300 °C y avanza en línea recta, detonando dos o más se puede encerrar o acorralar a un oponente entre muros de fuego.

#### Radar
Un dispositivo con forma de cristal verde ovalado que se implanta a los jugadores en el dorso de su mano después de ser secuestrados; según se ha explicado ha sido diseñado con una tecnología muy compleja y solo puede removerse de forma segura cuando el portador muere o con una delicada cirugía y aunque es relativamente fácil quitarlo con los dedos, el implante está vinculado con las funciones vitales por lo que retirarlo sin el método apropiado causa que el corazón y los pulmones se detengan al instante.
La función del radar, como su nombre lo indica, es detectar por medio de una señal en forma de onda otros jugadores. Se activa simplemente concentrándose en él o tensando levemente el dedo medio siempre manteniendo en mente la intención de usarlo. Al emitir la onda el jugador sentirá la presencia de otros radares y sus portadores como una sensación en su mente. Sin embargo el radar posee ciertas limitaciones, en primer lugar solo puede detectar individuos en movimiento, ya sea que estén corriendo solo muevan un dedo, sin embargo un objetivo completamente inmóvil no será señalado. 
De la misma forma, si dos jugadores emiten una onda de manera simultánea estas se cancelarán entre sí por lo que ninguno de los dos sabrá que hay otro individuo cerca. Esta característica puede ser aprovechada para acercarse a un oponente sin ser detectado, pero requiere gran pericia en el manejo del radar, así como capacidad de prever la reacción del oponente para determinar el momento preciso cuando anular la detección.
El radar oponente es el máximo objetivo de todo jugador de Btooom!, quien posea ocho radares (siete de oponentes derrotados más el propio) es considerado vencedor en el juego, se le permite salir de la isla, se le retira su implante y además se le da un premio de ¥10.000.000, sin embargo el ganador no está excluido de ser nuevamente nominado.

#### Maletines
Ya que la isla no posee fuentes de producción o suministro de alimentos periódicamente un avión deja caer maletines con suministros; en su interior es posible encontrar comida, botellas de agua, mudas de ropa, medicamentos e incluso licor, golosinas o cigarrillos.
Estos maletines no solo tienen como objetivo suministrar víveres a los jugadores, también tienen como función evitar que los involucrados gasten bombas intentando cazar o pescar ya que a la larga significaría un estancamiento del juego por la eventual escasez de bombas. Otra de las razones para enviar los maletines es generar un motivo de disputa entre los jugadores ya que motivados por el hambre y las privaciones suelen luchar a muerte para obtenerlos o también utilizarlos como carnada para emboscar a sus oponentes.

## Medios

### Manga
Junya Inoue comenzó a publicar Btooom! en el Weekly Comic Bunch de Shinchosha en 2009. En 2011, el manga se trasladó a la nueva revista Monthly Comic @ Bunch, que se lanzó el 21 de enero de 2011, después de que Weekly Comic Bunch dejara de publicarse el 27 de agosto de 2010. Se anunció en la edición de mayo de 2014 de Monthly Comic @ Bunch, lanzada el 20 de marzo, que el manga entraría en su arco final en la edición de junio, lanzada el 21 de abril de 2014. Inoue revelado en Twitter que la serie terminará con el lanzamiento de su volumen 26, publicando su capítulo final en la edición de mayo de Bunch en marzo de 2018. En un giro inusual, el autor también planea hacer su final especial al tener dos finales únicos, proporcionando versiones "oscuras" y "claras" de su final, para que los lectores puedan capaz de elegir qué hará la protagonista Ryota Sakamoto en un momento crucial de la historia del manga.
La serie es publicada en forma tankōbon por Shinchosha, y ha sido autorizada para su lanzamiento en Norteamérica por Yen Press, quien comenzó a lanzarla en la primavera de 2013. 

#### Temporada 2
Con el manga finalizado en 2018, ¡un nuevo manga spin-off de BTOOOM!, llamado BTOOOM! U-18 se anunció en febrero de 2018. El spin-off del manga será escrito por Yuya Kanzaki, quien es conocido por Ouroboros e Impossibility Defense (Funouhan). El nombre U-18 podría significar una referencia del mundo real a un submarino alemán que se vendió en 2011. El nuevo manga será una precuela o prólogo de la historia principal y se lanzará en el mismo número de revista que presenta El final ligero del manga original.

### Anime
En junio de 2012, se anunció que el manga será adaptado a una serie de televisión de anime por Madhouse, el director Kotono Watanabe y el guionista Yōsuke Kuroda. La serie de 12 episodios se estrenó en Japón en Tokyo MX del 4 de octubre al 20 de diciembre de 2012 y fue transmitida con subtítulos en inglés por Crunchyroll en Norteamérica, Reino Unido, Irlanda, Australia, Nueva Zelanda, Escandinavia, Países Bajos y Sudáfrica El anime ha sido licenciado para un lanzamiento de video casero de 2013 por Sentai Filmworks en América del Norte. El tema de apertura es "No pain, No game" de Nano y el tema de cierre es "Aozora" (ア オ ゾ ラ) de May'n. El anime cubre los primeros 50 capítulos del manga (hasta el Volumen 9).

## Banda sonora

### Openings
1. Episodios 1 al 11: No Pain, No Game por Nano
2. Episodio 12: Exist por Nano

### Endings
1. Episodios 1 al 11: Aozora por May'n.
2. Episodio 12: No Pain, No Game por Nano